# Karen Phillips
Karen Anne Phillips, dopo il matrimonio conosciuta come Karen Anne Higgison (4 maggio 1966), è un'ex nuotatrice australiana, specializzata nello stile farfalla, ha vinto la medaglia d'argento nei 200 m farfalla alle Olimpiadi di Los Angeles del 1984.

## Palmarès
- Olimpiadi

Los Angeles 1984: argento nei 200 m farfalla.